# St.-Franziskus-Basilika (Bolsward)

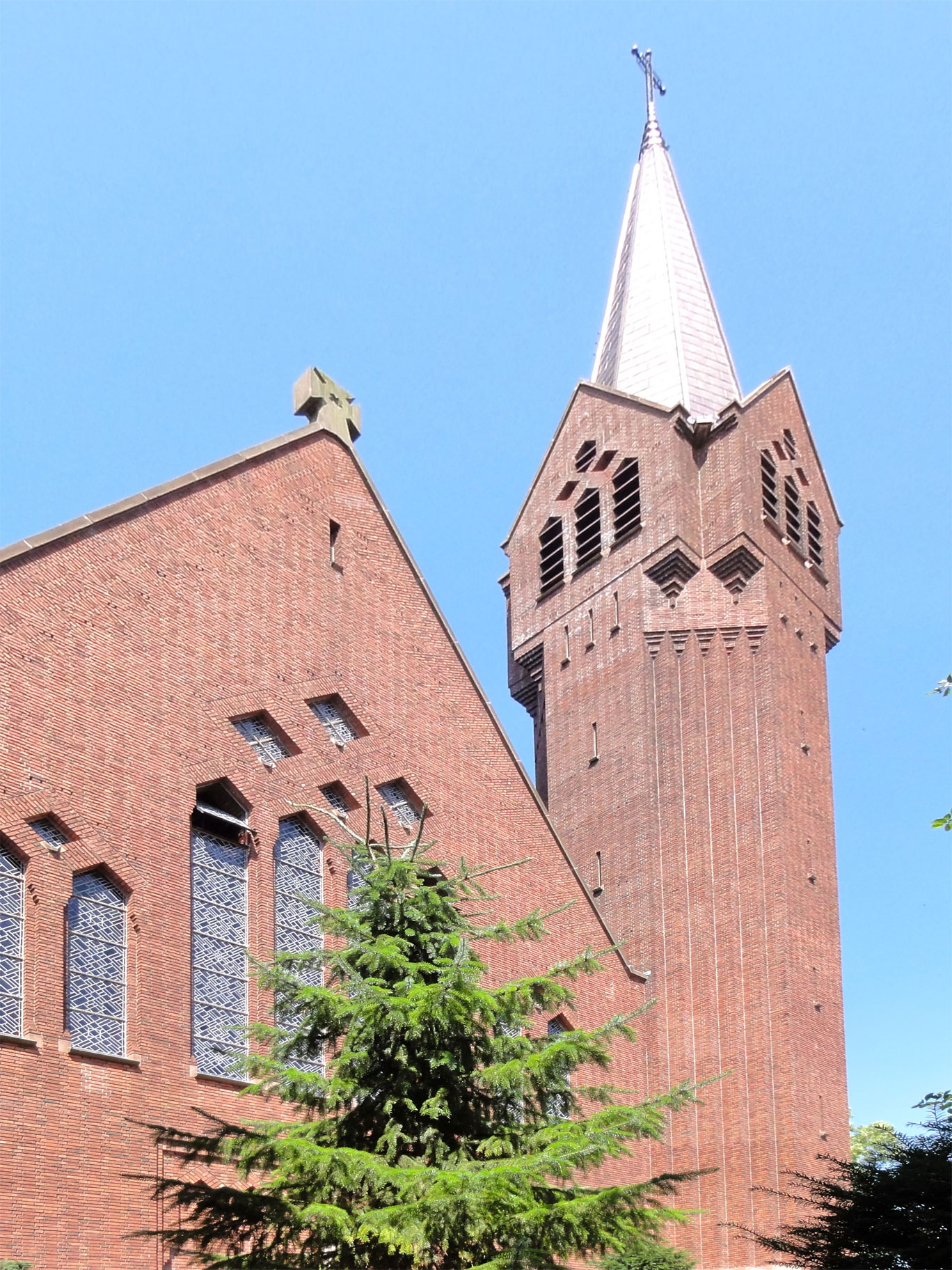
St.-Franziskus-Basilika

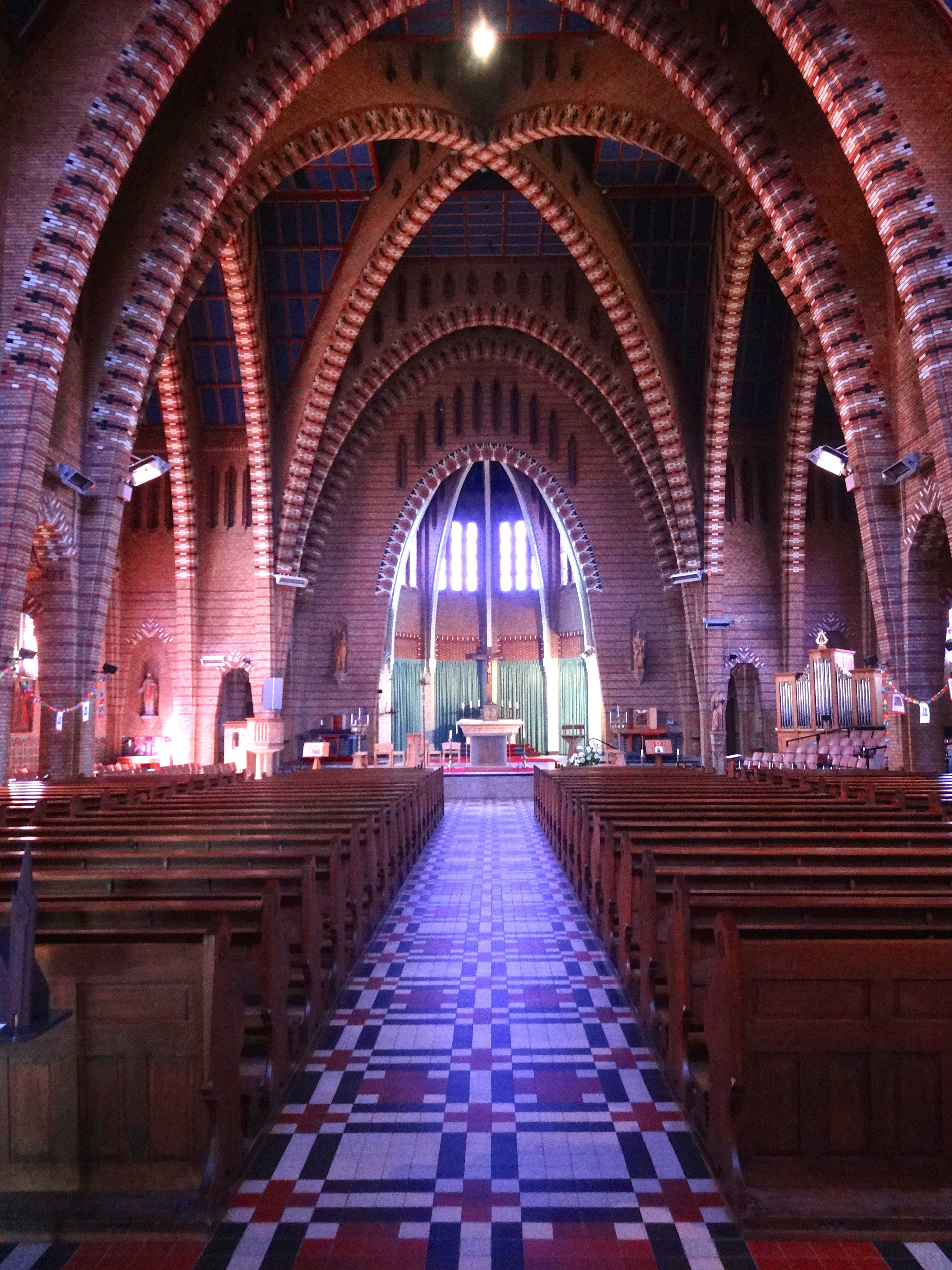
Innenraum der Basilika

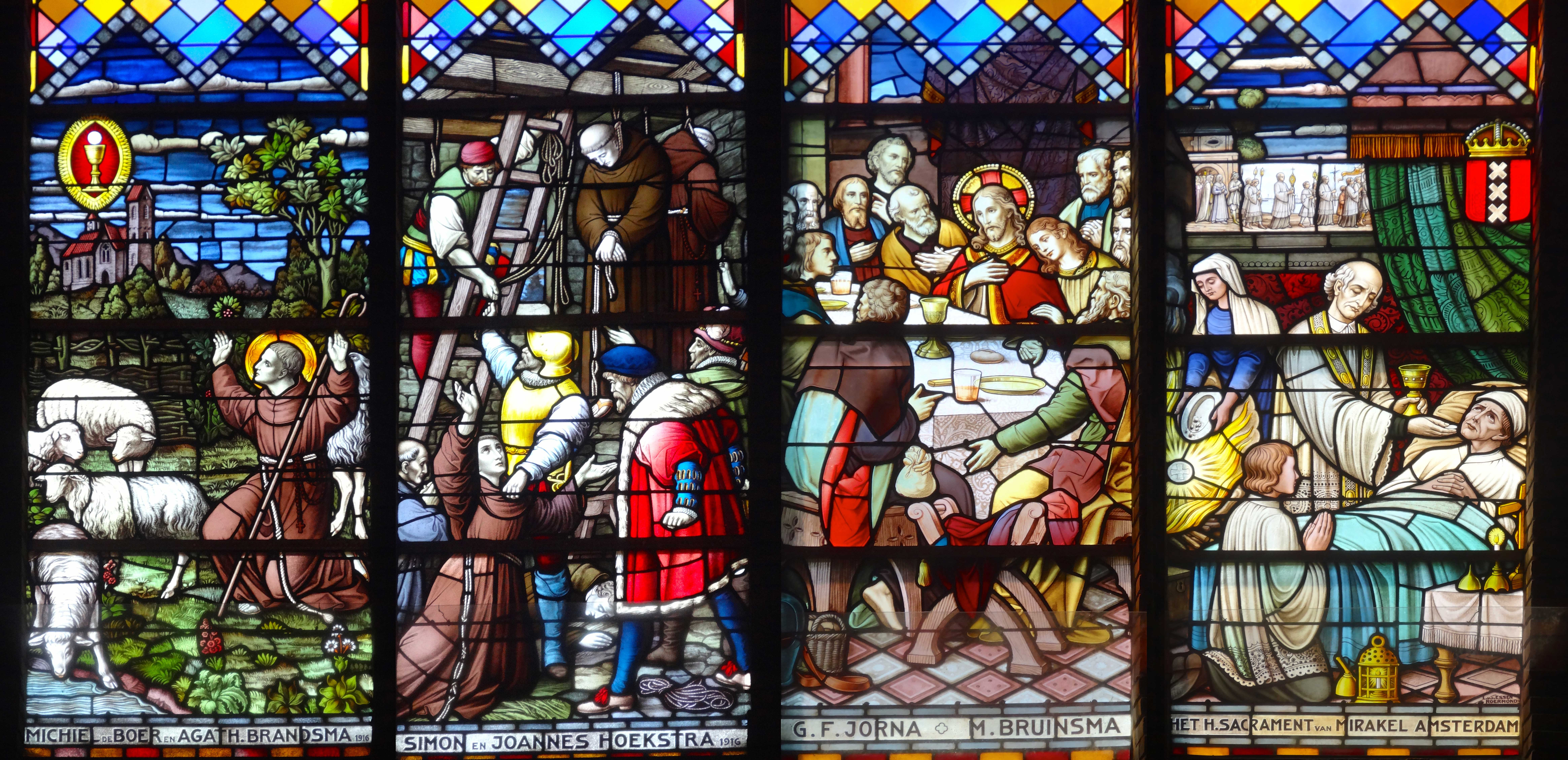
Bleiverglasung mit Paschalis Baylon, Märtyrer von Gorkum, letztes
Abendmahl, Wunder von Amsterdam

Die St.-Franziskus-Basilika (niederländisch St. Franciscusbasiliek) ist eine römisch-katholische Kirche in Bolsward in den Niederlanden. Die zum Bistum Groningen-Leeuwarden gehörende Pfarrkirche ist dem heiligen Franz von Assisi gewidmet, sie trägt seit 2017 den Titel einer Basilica minor und ist seit 1999 als Rijksmonument geschützt.

## Geschichte
Die neue Kirche wurde 1932 errichtet. Sie ersetzte zwei ältere katholische Kirchen in Bolsward, die Martinus-Kirche in der gleichen Straße und die Franziskus-Kirche von 1849, die an der gleichen Stelle wie die aktuelle, gleichnamige Kirche stand. Um die alte Kirche wurden einige Häuser abgerissen, so dass ein größerer Platz für die Kirche geschaffen werden konnte. Der Entwurf für die neue Kirche wurde 1932 fertiggestellt, der Bau begann 1933. Die Kirche wurde am 8. Mai 1934 eingeweiht. 
Am 23. November 2016 verlieh Papst Franziskus der Kirche den Titel einer Basilica minor in Verbindung mit der Verehrung Marias der Sieben Schmerzen und der Verehrung des seligen Titus Brandsma, der aus Bolsward stammte und im KZ Dachau ermordet wurde. Die Proklamation zur Basilika fand am 28. Mai 2017 durch den Nuntius Aldo Cavalli statt.

## Architektur
Der Nijmegener Architekt Hendrik Christiaan van de Leur entwarf die Kirche mit einem kreuzförmigen Grundriss im Stil des Backsteinexpressionismus, er verwendete dabei Elemente des Art déco nach Art seines Meisters Paul Bellot. Sowohl das Äußere als auch das Innere der Kirche zeichnen sich durch eine dekorative Verwendung von Ziegeln aus. Im Außenbereich werden mit roten Ziegelsteinen dekorative Muster gebildet, und im Innenbereich wird hauptsächlich mit verschiedenen Schattierungen von glasierten Mauerziegeln gearbeitet, so auch bei den breiten Bögen von Mittel- und Querschiff. Durch die verwendete Betonkonstruktion mit einem die ganze Kirche überspannenden Dach wird eine große räumliche Wirkung erzielt. Auf beiden Seiten des breiten Mittelschiffes befinden sich schmale Seitenschiffe, über denen sich eine Galerie befindet. An der Südostseite steht der Kirchturm mit einem achteckigen Grundriss und einem Zeltdach, auf der anderen Eingangsseite steht ein Turmstumpf. Zwischen den Eingangstüren steht erhöht eine Franziskusstatue.

## Ausstattung
Für die Fenster wurden auch Elemente aus den Vorgängerkirchen übernommen, so ein Bleiglasfenster von L. van Essen aus Roermond, das das Letzte Abendmahl, das Wunder von Amsterdam, die Märtyrer von Gorkum und den heiligen Paschalis Baylon zeigt. 
Die Kirche ist im Besitz einer Holzstatue einer thronenden Madonna mit Kind aus dem 13. Jahrhundert. Diese Statue der Muttergottes der Sieben Schmerzen befindet sich in einer der beiden Kapellen neben dem Eingang. Der heutige Altar und der Tabernakel, ausgeführt in schweren Art-deco-Formen, wurden 1947 aufgestellt. Der Altar in der sechsseitigen Apsis wurde nach dem Zweiten Vatikanischen Konzil in den 1960er Jahren versetzt. In den Nischen des Querschiffs stehen Statuen von St. Josef, St. Vinzenz und St. Willibrord.